# Indiens generalguvernör
Indiens vicekung och generalguvernör (Viceroy and Governor-General of India) under Brittiska Indien-epoken var den brittiska överhöghetens representant på plats i landet. Mellan 1947 och 1950 var posten känd som enbart Indiens generalguvernör.

## Bakgrund
Efter sepoyupproret 1857 förlorade Brittiska Ostindiska Kompaniet den politiska kontrollen över Indien. Den brittiska kronan tog själv över, och Ostindiska kompaniets generalguvernörer blev istället generalguvernörer utsedda av den brittiska monarken med titeln vicekung och generalguvernör. 
Vicekungen stod i realiteten under den brittiska regeringen genom ministern som var chef för India Office (engelska: Secretary of State for India).
Efter Indiens självständighet 1947 och upptagande som en dominion inom det brittiska samväldet fortsatte generalguvernören att representera den brittiska monarken i Indien fram till 1950 då monarkin avskaffades och ett eget presidentämbete inrättades.

## Brittisk överhöghet

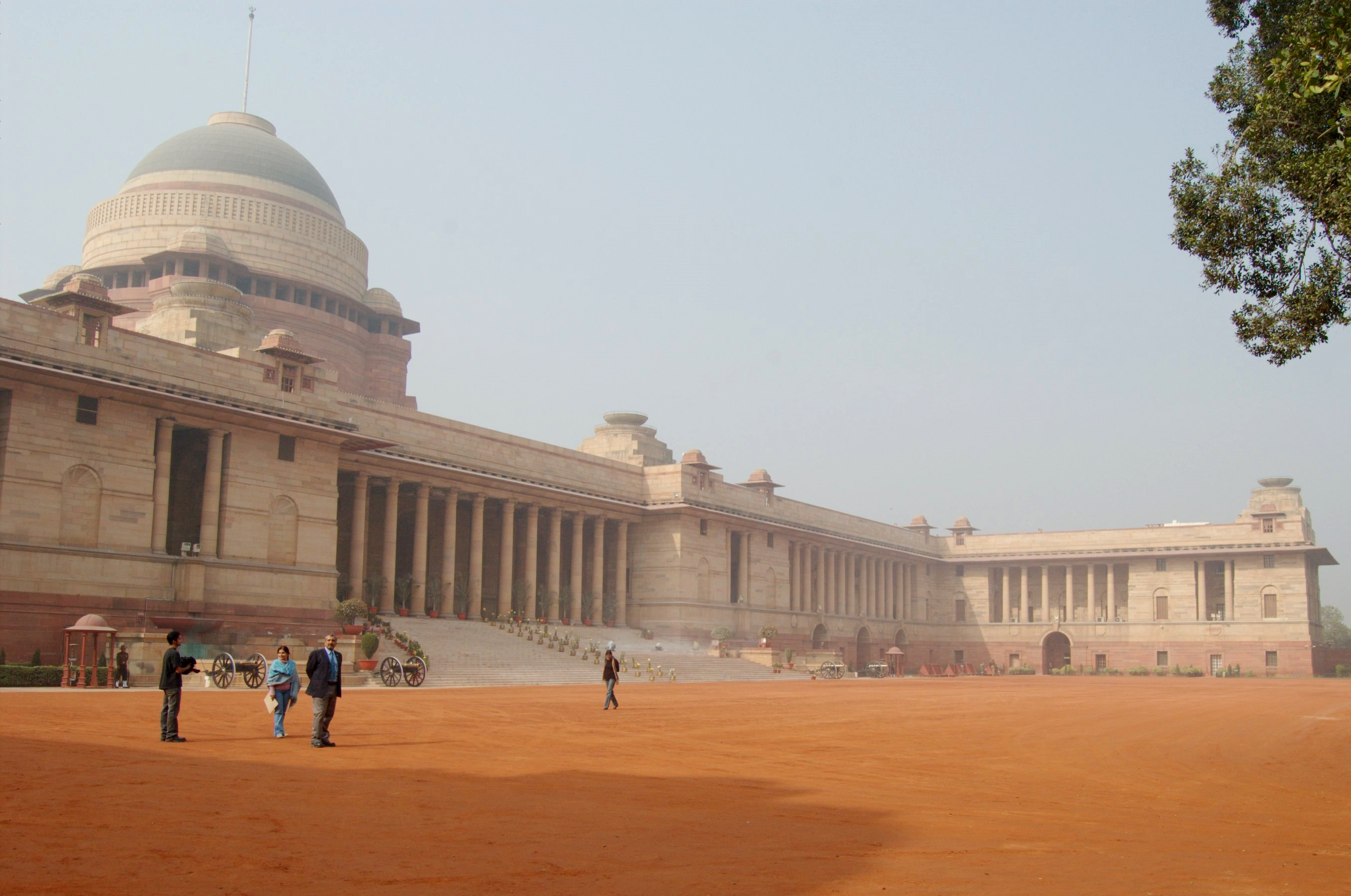
Rashtrapati Bhavan (ursprungligen Viceroy's House) i New Delhi var från 1929 vicekungens residens och är från 1950 residens för Indiens president.

### Generalguvernörer från 1858 till 1947
1. 1 november 1858 - 21 mars 1862 Charles Canning, 2:e viscount Canning (från 1859 earl Canning)
2. 21 mars 1862 - 20 november 1863 James Bruce, 8:e earl av Elgin
3. 21 november 1863 - 2 december 1863 Sir Robert Napier (tillförordnad)
4. 2 december 1863 - 12 januari 1864 Sir William Denison (tillförordnad)
5. 12 januari 1864 - 12 januari 1869 Sir John Lawrence
6. 12 januari 1869 - 8 februari 1872 Richard Bourke, 6:e earl av Mayo
7. 9 februari 1872 - 23 februari 1872 Sir John Strachey (tillförordnad)
8. 24 februari 1872 - 3 maj 1872 Francis Napier, 10:e lord Napier (tillförordnad)
9. 3 maj 1872 - 12 april 1876 Thomas Baring, 2:e baron Northbrook
10. 12 april 1876 - 8 juni 1880 Robert Bulwer-Lytton, 2:e baron Lytton
11. 8 juni 1880 - 13 december 1884 George Robinson, 1:e markis av Ripon
12. 13 december 1884 - 10 december 1888 Frederick Hamilton-Temple-Blackwood, 1:e earl av Dufferin
13. 10 december 1888 - 11 oktober 1894 Henry Petty-FitzMaurice, 5:e markis av Lansdowne
14. 11 oktober 1894 - 6 januari 1899 Victor Bruce, 9:e earl av Elgin
15. 6 januari 1899 - 18 november 1905 George Curzon, 1:e baron Curzon av Kedleston
16. 18 november 1905 - 23 november 1910 Gilbert Elliot-Murray-Kynynmound, 4:e earl av Minto
17. 23 november 1910 - 4 april 1916 Charles Hardinge, 1:e baron Hardinge av Penshurst
18. 4 april 1916 - 2 april 1921 Frederic Thesiger, 3:e baron Chelmsford
19. 2 april 1921 - 10 april 1925 Rufus Isaacs, 1:e earl av Reading
20. 10 april 1925 - 3 april 1926 Victor Bulwer-Lytton, 2:e earl av Lytton (tillförordnad)
21. 3 april 1926 - 29 juni 1929 E. F. L. Wood, 1:e baron Irwin
22. 29 juni 1929 - 18 april 1931 George Goschen, 2:e viscount Goschen (tillförordnad i lord Irwins ställe)
23. 18 april 1931 - 18 april 1936 Freeman Freeman-Thomas, 1:e earl av Willingdon
24. 18 april 1936 - 1 oktober 1943 Victor Hope, 2:e markis av Linlithgow
25. 1 oktober 1943 - 21 februari 1947 Archibald Wavell, 1:e Viscount Wavell
26. 21 februari 1947 - 15 augusti 1947 Louis Mountbatten, 1:e viscount Mountbatten av Burma

## Indisk självständighet

### Generalguvernörer från 1947 till 1950
1. 15 augusti 1947 – 21 juni 1948 Louis Mountbatten, 1:e viscount Mountbatten av Burma
2. 21 juni 1948 – 26 januari 1950 Rajaji